# NGC 1875
NGC 1875 هو اصطدام مجري، يقع في كوكبة الجبار. اكتشف في 18 نوفمبر 1863 . وقد اكتشفه ألبرت مارث .

## روابط خارجية
- NGC 1875 على موقع ويكي سكاي: DSS2, SDSS, GALEX, IRAS, Hydrogen α, X-Ray, Astrophoto, Sky Map, Articles and images